# جهان انگلیسی‌زبان

کشورهایی که انگلیسی در آن‌ها زبان رسمی است. (دفاکتو یا دوژور)
زبان رسمی اکثریت
یکی از دو زبان رسمی اکثریت
زبان رسمی اقلیت

کشورهای انگلیسی‌زبان کشورهایی هستند که زبان انگلیسی پرکاربردترین زبان بین مردمانشان یا زبان رسمی اول کشورشان است.
برخی از کشورهای انگلیسی‌زبان عبارتند از:
- انگلستان
- اسکاتلند
- ایرلند (شمالی و جنوبی)
- ایالات متحده آمریکا
- کانادا (به‌جز استان کِبِک)
- استرالیا
- نیوزیلند
- گویان (امریکای جنوبی)